# Ferdinand Columbus

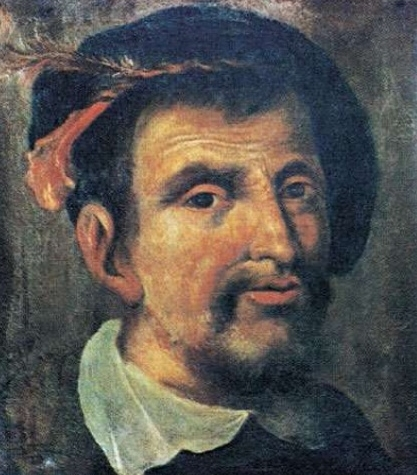
Ferdinand Colombus

Ferdinand Columbus (Córdoba, vermoedelijk 15 augustus 1488 – 12 juli 1539), de tweede zoon van Christoffel Columbus, was een Spaanse bibliograaf en kosmograaf. 

## Leven
Fernando (ook Hernando) werd geboren in Córdoba en bracht daar zijn jeugd door. Zijn moeder Beatriz Enriquez de Arana woonde ongehuwd samen met Columbus. Nadat Columbus terugkeerde van zijn eerste reis, werd Fernando aangewezen als page voor de Spaanse kroonprins Don Juan. Na de dood van de jonge prins ging hij in dienst bij koningin Isabella.
Van zijn dertiende tot vijftiende levensjaar was Fernando een bemanningslid tijdens de vierde reis van Columbus naar de Nieuwe Wereld. Na de dood van zijn vader vergezelde Fernando zijn oudere halfbroer Diego, die in 1509 tot gouverneur van Hispaniola was benoemd, op een nieuwe overtocht. Maar Fernando gaf de voorkeur aan een meer gevestigd leven en keerde enkele maanden later terug naar Spanje.
Als volwassene stond Fernando bekend als een intellectueel. Hij had een goed inkomen dankzij zijn vader en kocht veel boeken. Hij was een visionair die nadacht over de maatschappelijke betekenis van de drukpers en de verhoogde beschikbaarheid van informatie die deze met zich meebracht. Hij redigeerde een woordenboek en een geografische encyclopedie van Spanje en hielp wereldkaarten ontwerpen. Ook schreef hij de eerste biografie van zijn vader, die bepalend was voor de legende van Columbus en voor het Europese beeld van de wereld die hij ontdekte. De originele Spaanse tekst ervan is verloren. Als verwoed verzamelaar reisde Fernando uitgebreid door Europa en bracht hij de grootste collectie prenten en muziek van zijn tijd bijeen. Verder streefde hij naar een universele bibliotheek waarin alle boeken een plaats zouden krijgen. Hij schakelde hiervoor professionele lezers in die elk item samenvatten voor de catalogus Libro de los Epítomes. Het werd de grootste privébibliotheek van zijn tijd met meer dan 15.000 titels. Ze trok geleerden aan uit Spanje en elders, waaronder de Nederlandse filosoof Desiderius Erasmus.

## Bibliotheek
In zijn testament voorzag Fernando dat de bibliotheek na zijn overlijden moest worden onderhouden, meer bepaald dat de collectie niet verkocht zou worden en dat er enkel boeken mochten worden bijgekocht. Doordat de eigendom van de bibliotheek na zijn dood gedurende tientallen jaren werd betwist, tot ze in handen kwam van de kathedraal van Sevilla, werd zijn laatste wil niet geëerbiedigd. De omvang van de bibliotheek werd eerst teruggebracht tot ongeveer 7.000 titels en werd daarna geleidelijk verder gereduceerd tot minder dan 4.000 boeken. De overblijfselen van Fernando's bibliotheek – later omgedoopt tot de Biblioteca Colombina – zijn echter goed onderhouden door de kathedraal en zijn toegankelijk voor raadpleging door wetenschappers, studenten e.d. De catalogus van de oorspronkelijke bibliotheek, bekend als het Libro de los Epítomes, werd lange tijd verloren gewaand, maar is in 2019 als bij toeval teruggevonden.

## Geschriften
- Vocabulario
- Memorial de los Libros naufragados
- Libro de materias
- Libro de los Epítomes
- Historie del S.D. Fernando Colombo, nelle quali s'ha particolare & vera relatione della vita & de' fatti dell'Ammiraglio D. Christoforo Colombo, suo padre, et dello scoprimento ch'egli fece dell'Indie Occidentali, dette Mondo Nuovo, hora possedute dal Sereniss. Re catolico, Venetië, 1571